# 不二まどか
不二 まどか（ふじ まどか）は日本の女性声優。主にアダルトゲームに声をあてている。

## 出演作品
太字は主役・メインキャラクター

### ゲーム

#### 2005年
- 画師 〜隠された思い〜（渡月）[1]
- 美少女妖怪調伏伝 ぬばたま（雲外鏡）
- 恋愛病（高岡みさき）[2]

#### 2006年
- 淫辱診察室 〜愛欲のカルテ〜（神林梓）[3]
- ハーレム&ハーレム（添嶋君香）[4]
- マエバリ帝国の逆襲（姫咲桜子）[5]

#### 2007年
- 戦場デ少女ハ心ヲサガス（有吉恵美）[6]

#### 2008年
- 淫辱スタジオ 最終テイク 〜薄汚ねえシンデレラ〜（氷室小夜子）[7]
- ハーレムホスピタル（東早苗）[8]